# Rodolfo Severino Jr.
Rodolfo Certeza Severino Jr. (27 tháng 4 năm 1936 – 19 tháng 4 năm 2019)  là một nhà ngoại giao người Philippines, từng giữ chức tổng thư ký thứ mười của ASEAN từ năm 1998 đến 2002.

## Sự nghiệp
Ông là giám đốc đầu tiên của Trung tâm Nghiên cứu ASEAN (ASC) tại Viện Nghiên cứu Đông Nam Á (ISEAS) ở Singapore từ năm 2008 đến 2015, và là giáo sư trợ giảng tại Lee Kuan Yew School of Public Policy, Đại học Quốc gia Singapore cho đến năm 2015. Ông là thành viên cấp cao liên kết với ASC tại Viện Nghiên cứu Đông Nam Á. Ông là tác giả của bốn cuốn sách: Southeast Asia in Search of an ASEAN Community (2006), ASEAN (2008), The ASEAN Regional Forum (2009) and Where in the World is the Philippines? (2010). Ông cũng là đồng chủ biên của Whither the Philippines in the 21st Century? (2007).
Ông từng giữ các chức vụ sau:
- Bí thư thứ ba, thứ hai và thứ nhất, Đại sứ quán Philippines tại Washington, D.C. (1967–1974)
- Trợ lý đặc biệt cho Thứ trưởng Bộ Ngoại giao, Bộ Ngoại giao (1974–1976)
- Tham tán công sứ kiêm Đại biện lâm thời, Đại sứ quán Philippines tại Bắc Kinh (1976–1979)
- Tổng lãnh sự quán Philippines tại Houston, Texas (1979–1986)
- Trợ lý Bộ trưởng phụ trách các vấn đề châu Á và Thái Bình Dương kiêm Quan chức cấp cao ASEAN của Philippines (1986–1988)
- Đại sứ đặc mệnh toàn quyền tại Malaysia (1989–1992)
- Thứ trưởng Bộ Ngoại giao kiêm Quan chức Cấp cao ASEAN của Philippines (1992–1997)
- Giáo sư, Asian Institute of Management, Manila, Philippines (2003–2004)
- Giáo sư thỉnh giảng, ISEAS, Singapore (2005–2008)

Severino qua đời vì biến chứng của bệnh Parkinson vào ngày 19 tháng 4 năm 2019, tám ngày trước sinh nhật lần thứ 83 của ông.